# آمره‌ای
آمُره‌ای یا آمُری گویش روستای آمُره است. آمُره روستایی از توابع بخش خلجستان استان قم است که ۱۰۷ نفر جمعیت دارد. این گویش یکی از گویش‌های متشابهی است که در روستاهای منطقهٔ تفرش رایج آن و حلقهٔ ارتباطیِ زبان تاتی ایران با گویش‌های مرکزی را تشکیل می‌دهند.